# Kırkdikme, Horasan
Kırkdikme là một xã thuộc huyện Horasan, tỉnh Erzurum, Thổ Nhĩ Kỳ. Dân số thời điểm năm 2011 là 192 người.